# Diego Demme
Diego Demme (* 21. listopadu 1991) je německý profesionální fotbalista, který hraje na pozici defenzivního záložníka za italský klub SSC Neapol a německý národní tým.

## Klubová kariéra

### Arminia Bielefeld
Narodil se v německém Herfordu, fotbal začal hrát již v mladém věku a hrál za různé mládežnické týmy, jako jsou SpVg Hiddenhausen, SV Sundern, SV Enger-Westerenger a JSG Kirchlengern Stift Quernheim, než se připojil k Arminii Bielefeld, kde zahájil svou profesionální kariéru. V roce 2008 pak podepsal smlouvu.
Poté, co prošel akademií, byl Demme poprvé povolán do prvního týmu na začátku prosince debutoval, když odehrál celý zápas, při prohře 1:4 s Greuther Fürth 4. prosince 2010. Po svém debutu v klubu byl jeho výkon chválen místními německými médii Neue Westfälische. Navzdory tomu, že strávil nějaký čas na lavičce, odehrál Demme na konci sezóny 2010/11 10 zápasů ve všech soutěžích. Na konci sezóny 2010/11 prodloužil smlouvu s klubem o rok.
Na začátku sezóny 2011/12 však Demmeho trápila zranění. Až 8. srpna 2011 se v sezóně poprvé objevil, když poprvé nastoupil při prohře 0:1 s VfR Aalen. V průběhu sezóny Demmeho nadále trápila zranění a v prvním týmu se mu nedařilo, byl umístěn na lavičku náhradníků. Po třech letech v klubu přestoupil do SC Paderborn 07. Do svého odchodu odehrál 23 zápasů ve všech soutěžích.

### SC Paderborn
Dne 9. ledna 2012 bylo oznámeno, že Demme přestoupil do klubu 2. Bundesligy SC Paderborn 07, kde podepsal dvouletou smlouvu, která ho udržela až do roku 2014 a dostal dres s číslem 4. Přestup údajně stál 25 000 eur.
Demme debutoval v dresu Paderbornu, když nastoupil jako náhradník ve druhém poločase při výhře 3:2 nad 1. FC Union Berlín, 3. února 2012. Později v sezóně 2011/12 se Demme etabloval v prvním týmu, kde hrál buď na pozici levého nebo pravého obránce. Na konci sezóny měl odehráno celkem 12 zápasů ve všech soutěžích.
V sezóně 2012/13 začal Demme svou sezónu v klubu, kde hrál na pozici středního záložníka. 24. srpna 2012 při prohře 1:2 s Eintrachtem Braunschweig se ale zranil a 16. září 2012 byl vyloučen na začátku druhého poločasu za faul na Jana Hochscheidta při výhře 1:0 nad Erzgebirge Aue. Za vyloučení v utkání s Erzgebirge Aue si odpykal třízápasový zákaz činnosti. Po návratu ze suspendace proti FSV Frankfurt 5. října 2012 byl Demmeho návrat krátký, protože na začátku listopadu utrpěl zranění kotníku, které ho vyřadilo na dva týdny. Po svém návratu po zranění proti VfR Aalen 17. listopadu 2012 hrál Demme na pozici pravého obránce na začátku prosince po zranění Jense Wemmera. Na začátku března se ale vrátil k tomu, že po zbytek sezóny hrál na pozici defenzivního záložníka. Vzhledem k jeho dobrým výkonům v klubu chtěli prodloužit jeho smlouvu, která měla skončit na konci sezóny 2013/14. Na konci sezóny 2012/13 odehrál celkem 30 zápasů ve všech soutěžích.
V sezóně 2013/14 Demme opět začínal na pozici středního záložníka, přestože soupeřil s Manuelem Zeitzem. Od začátku sezóny nastoupil do každého zápasu až do konce září, kdy byl suspendován za své špatné chování proti 1. FC Saarbrücken ve druhém kole DFB-Pokalu. Ale 4. října 2013 se vrátil do prvního týmu po suspendaci, když nastoupil jako náhradník ve druhém poločase při výhře 2:1 nad FC St. Pauli; V zápase, ve kterém utrpěl menší zranění kotníku, kvůli kterému vynechal jeden zápas. Po návratu po zranění se Demme vrátil na své místo ve středu pole a za tým odehrál celkem 19 zápasů. Po jeho lednovém odchodu klub později v sezóně 2013/14 postoupil do Bundesligy.

### RB Lipsko
Dne 7. ledna 2014 bylo oznámeno, že Demme podepsal smlouvu s třetiligovým klubem RB Lipsko do roku 2018. Přestup stál 350 000 eur.
Demme debutoval v Lipsku 25. ledna 2014 při prohře 0:1 s Wackerem Burghausen. V následujícím zápase proti MSV Duisburg 1. února 2014 připravil Demme gól Danielu Frahnovi při prohře 2:1. Od svého debutu v klubu se Demme ke konci sezóny rychle etabloval v prvním týmu na pozici záložníka. Přestože vynechal jeden zápas kvůli zranění, pomohl klubu k postupu do 2. Bundesligy.
Na začátku sezóny 2014/15 Demme pokračoval v získávání svého místa v prvním týmu, když hrál na pozicích ve středu pole. Poté připravil gól Georgu Teiglovi, který během zápasu dvakrát skóroval, při remíze 2:2 s Fortunou Düsseldorf 18. září 2014. Demme nastoupil do každého zápasu od začátku sezóny, dokud se na začátku února třikrát neobjevil na lavičce náhradníků. Demme se vrátil do prvního týmu a ke konci sezóny se vrátil na své místo. Navzdory několika menším neúspěchům během sezóny 2014/15 odehrál Demme celkem 33 zápasů ve všech soutěžích.
Na začátku sezóny 2015/16 se však Demme zranil během tréninku a vynechal úvodní zápas sezóny. Po zranění se vrátil 3. srpna 2015 v zápase proti Greuther Fürth, kde nastoupil jako pozdní náhradník při remíze 2:2. Poté, co se Demme objevil na lavičce náhradníků v řadě zápasů, brzy získal zpět své místo v prvním týmu, protože klub měl nedostatek záložníků. Poté se usadil v základní jedenáctce týmu na pozici záložníka a pomohl klubu k postupu do Bundesligy poté, co 8. května 2016 porazil Karlsruher SC 2:0. Přestože byl v sezóně 2015/16 odstaven na vedlejší kolej, odehrál celkem 28 zápasů ve všech soutěžích.
Poté, co klub postoupil do Bundesligy pro sezónu 2016/17, hrál Demme důležitou roli v prvních dvou zápasech za tým, když asistoval u gólu Dominika Kaisera ve dvou zápasech proti Dynamu Drážďany v prvním kole DFB-Pokal a Hoffenheimu v lize. Demme pak pokračoval v získávání svého místa v prvním týmu na pozici defenzivního záložníka po celou sezónu. Jeho výkony v klubu si vysloužily pochvalu od manažera Ralpha Hasenhüttla. Brzy poté začal klub vyjednávat s Demmem o nové smlouvě. Trvalo dva měsíce, než Demme podepsal prodloužení smlouvy, která ho udržela až do roku 2021. Demme se pak 19. února 2017 při absenci Kaisera poprvé v kariéře stal kapitánem RB Lipsko při výhře 2:1 nad Borussií Mönchengladbach. Svůj první gól v dresu Lipska vstřelil až 15. dubna 2017 při výhře 4:0 nad SC Freiburg. Během zápasu Demme přišel o zub po střetu s hráčem soupeře Nicolasem Höflerem. Demme se později stal kapitánem týmu ve zbývajících zápasech sezóny. Navzdory zraněním během sezóny 2016/17 odehrál Demme celkem 33 zápasů a jednou skóroval ve všech soutěžích.
Před sezónou 2017/18 byli Demme a Willi Orbán mezi dvěma kandidáty na pozici kapitána. Nakonec role kapitána připadla Orbánovi. Demme se zranil na tréninku po kolizi s týmovým kolegou Nabym Keïtou na konci července. Poté, co byl několik týdnů mimo hru kvůli zranění, se poprvé od svého návratu objevil v sezóně při výhře 4:1 nad SC Freiburg. Trenér Hasenhüttl po zápase ocenil Demmeho návrat a řekl: „Dnes byl velmi aktivní, neustále se chtěl tlačit dopředu a je nesmírně důležitý svým pohledem na hřiště, protože se snaží dostat míč na soupeřovu polovinu. Skvělý návrat.“ Po návratu po zranění se Demme vrátil do prvního týmu na pozici defenzivního záložníka. Poté odehrál svůj první zápas v Lize mistrů UEFA, kdy odehrál celý zápas, při remíze 1:1 s AS Monaco v 1. hracím dni skupinové fáze. Při absenci Orbána byl Demme 4. listopadu 2017 poprvé v této sezóně kapitánem týmu při výhře 2:1 nad Hannoverem 96. Dne 9. prosince 2017 asistoval u dvou gólů při remíze 2:2 s 1. FSV Mainz 05. Později v sezóně 2017/18 se při absenci Orbána stal kapitánem týmu ještě pětkrát a přispěl ke třem výhrám, včetně vítězství proti Bayernu Mnichov a Herthě BSC. Na konci sezóny odehrál ve všech soutěžích jednačtyřicet zápasů.
V sezóně 2018/19 se vrátil Ralf Rangnick a rozhodl se střídat kapitánskou pásku mezi různými hráči. Demme byl kapitánem týmu v prvních dvou ligových zápasech sezóny, než se jím stal znovu Orbán. Navzdory tomu byl místo toho jmenován zástupcem kapitána klubu a často nosil pásku, když Orbán nebyl v základní jedenáctce. Přestože byl v sezóně 2018/19 třikrát vyřazen z prvního týmu, odehrál třicet devět zápasů ve všech soutěžích.

### Neapol
Dne 11. ledna 2020 RB Lipsko oznámilo, že Demme souhlasil s přestupem do klubu Serie A Neapol. Demme vstřelil svůj první gól za Neapol 3. února při venkovním vítězství 4:2 nad Sampdorií.

## Reprezentační kariéra
I když Demme může hrát za Německo a Itálii, řekl: „Pokud přijdete jako první, hned to vezmu.“
Demme byl poprvé povolán do německého národního týmu v roce 2017, 6. června na přátelské utkání proti Dánsku, 10. června na kvalifikační zápas na Mistrovství světa ve fotbale 2018 proti San Marinu, ve kterém debutoval na mezinárodní scéně, a na Konfederační pohár FIFA 2017, ale před turnajem odstoupil kvůli zranění zad.

## Osobní život
Narodil se v německém Herfordu italskému otci a německé matce, což z něj v podstatě udělalo Němce a Itala. Demmeho otec byl velkým fanouškem Diega Maradony a pojmenoval po něm svého syna. Díky svému italskému otci má italský pas.
Demme řekl o své kondici, cituji: „V minulosti jsem jedl hodně masa. Ale teď už se cítím lépe, rychleji regeneruji. Tělo už není tak překyselené, nemám téměř žádné svalové problémy.“ Demme řekl, že když vyrůstal, zbožňoval Gennara Gattusa. V prosinci 2018 se Demme oženil se svou dlouholetou přítelkyní Alinou. Pár má dvě dcery Giu a Ellie.

## Statistiky

### Klubové
Platí k zápasu hranému 28. ledna 2024.
| Klub                 | Sezóna            | Liga              | Liga   | Liga | Národní pohár | Národní pohár | Kontinentální | Kontinentální | Ostatní | Ostatní | Celkově | Celkově |
| Klub                 | Sezóna            | Soutěž            | Zápasy | Góly | Zápasy        | Góly          | Zápasy        | Góly          | Zápasy  | Góly    | Zápasy  | Góly    |
| -------------------- | ----------------- | ----------------- | ------ | ---- | ------------- | ------------- | ------------- | ------------- | ------- | ------- | ------- | ------- |
| Arminia Bielefeld II | 2010/11           | Regionalliga West | 17     | 0    | —             | —             | —             | —             | —       | —       | 17      | 0       |
| Arminia Bielefeld    | 2010/11           | 2. Bundesliga     | 10     | 0    | 0             | 0             | —             | —             | —       | —       | 10      | 0       |
| Arminia Bielefeld    | 2011/12           | 3. Liga           | 10     | 0    | 1             | 0             | —             | —             | —       | —       | 11      | 0       |
| Arminia Bielefeld    | Celkově           | Celkově           | 20     | 0    | 1             | 0             | —             | —             | —       | —       | 21      | 0       |
| SC Paderborn         | 2011/12           | 2. Bundesliga     | 12     | 0    | 1             | 0             | —             | —             | —       | —       | 13      | 0       |
| SC Paderborn         | 2012/13           | 2. Bundesliga     | 29     | 0    | 2             | 0             | —             | —             | —       | —       | 31      | 0       |
| SC Paderborn         | 2013/14           | 2. Bundesliga     | 17     | 0    | 0             | 0             | —             | —             | —       | —       | 17      | 0       |
| SC Paderborn         | Celkově           | Celkově           | 58     | 0    | 3             | 0             | —             | —             | —       | —       | 61      | 0       |
| RB Lipsko            | 2013/14           | 3. Liga           | 16     | 0    | 0             | 0             | —             | —             | —       | —       | 16      | 0       |
| RB Lipsko            | 2014/15           | 2. Bundesliga     | 30     | 0    | 3             | 0             | —             | —             | —       | —       | 33      | 0       |
| RB Lipsko            | 2015/16           | 2. Bundesliga     | 28     | 0    | 0             | 0             | —             | —             | —       | —       | 28      | 0       |
| RB Lipsko            | 2016/17           | Bundesliga        | 32     | 1    | 1             | 0             | —             | —             | —       | —       | 33      | 1       |
| RB Lipsko            | 2017/18           | Bundesliga        | 30     | 0    | 1             | 0             | 10            | 0             | —       | —       | 41      | 0       |
| RB Lipsko            | 2018/19           | Bundesliga        | 26     | 0    | 5             | 0             | 8             | 0             | —       | —       | 39      | 0       |
| RB Lipsko            | 2019/20           | Bundesliga        | 17     | 0    | 2             | 0             | 5             | 1             | —       | —       | 24      | 1       |
| RB Lipsko            | Celkově           | Celkově           | 179    | 1    | 12            | 0             | 23            | 1             | —       | —       | 214     | 2       |
| Neapol               | 2019/20           | Serie A           | 15     | 1    | 5             | 0             | 2             | 0             | —       | —       | 22      | 1       |
| Neapol               | 2020/21           | Serie A           | 24     | 2    | 4             | 0             | 6             | 1             | 1       | 0       | 35      | 3       |
| Neapol               | 2021/22           | Serie A           | 19     | 1    | 1             | 0             | 5             | 0             | —       | —       | 25      | 1       |
| Neapol               | 2022/23           | Serie A           | 7      | 0    | 0             | 0             | 0             | 0             | —       | —       | 7       | 0       |
| Neapol               | 2023/24           | Serie A           | 2      | 0    | 1             | 0             | 0             | 0             | 0       | 0       | 3       | 0       |
| Neapol               | Celkově           | Celkově           | 67     | 4    | 11            | 0             | 13            | 1             | 1       | 0       | 92      | 5       |
| Celkově v kariéře    | Celkově v kariéře | Celkově v kariéře | 341    | 5    | 27            | 0             | 36            | 2             | 1       | 0       | 405     | 7       |

### Reprezentační
Platí k zápasu hranému 10. června 2017.
| Národní tým | Rok     | Zápasy | Góly |
| ----------- | ------- | ------ | ---- |
| Německo     | 2017    | 1      | 0    |
| Celkově     | Celkově | 1      | 0    |

## Úspěchy
Neapol
- Serie A: 2022/23
- Coppa Italia: 2019/20